# پالوتابوژوک
پالوتابوژوک (به مجاری:  Palotabozsok) یک شهرداری در مجارستان است که در ناحیه موهاچ واقع شده‌است. پالوتابوژوک ۲۰٫۱۹ کیلومتر مربع مساحت و ۱٬۰۶۳ نفر جمعیت دارد.